# The Maine
The Maine — американская рок-группа из города Темпе, штат Аризона, сформированная в 2007 году. Группа состоит из вокалиста, гитариста и пианиста Джона О'Каллагана, ведущего гитариста Джареда Монако, басиста Гаррета Никельсена, барабанщика Патрика Кирча и ритм-гитариста Кеннеди Брока. В 2018 году к группе присоединился гастролирующий участник Адам Саймонс, который играет на клавишных, гитаре, а также на перкуссии.
Их первый EP Stay Up, Get Down был выпущен в 2007 году, второй EP The Way We Talk, в который вошло пять песен, вышел 11 декабря 2007 года. Первый студийный альбом группы, получивший название Can't Stop Won't Stop, вышел 8 июля 2008 года. Их второй студийный альбом Black & White был выпущен 13 июля 2010 года, за первую неделю после выхода было продано 22 634 копии. 6 декабря 2011 года группа выпустила третий альбом Pioneer, и он занял 90 строку в Billboard 200. Их четвертый альбом Forever Halloween вышел 4 июня 2013 года и занял 39 строку в Billboard 200. Пятый студийный альбом American Candy вышел 31 марта 2015 года. Lovely Little Lonely, шестой альбом группы, вышел 7 апреля 2017 года. Седьмой альбом You Are OK был выпущен 29 марта 2019 года. Выход восьмого альбома XOXO: From Love and Anxiety in Real Time намечен на 9 июля 2021 года.

## История

### Формирование,Stay Up, Get DownиThe Way We Talk(2006—2007)
Гаррет Никельсен и Патрик Кирч вместе играли в местных группах, и когда одна из них распалась в 2006 году, они решили начать заново с новым названием и звучанием. Вскоре к ним присоединился вокалист Джон О’Каллаган, а за ним гитаристы Алекс Росс и Райан Остерман, формируя The Maine в январе 2007 года. Вместе они выпустили EP Stay Up, Get Down. Через несколько месяцев Остерман покинул группу, а его место занял Кеннеди Брок, а место Алекса Росса занял Джаред Монако. Группа подписала контракт с Fearless Records и выпустила свой второй EP The Way We Talk, спродюсированный Мэттом Грейбом, 11 декабря 2007 года.

### Can’t Stop Won’t Stopи…And a Happy New Year(2008—2009)
Первый студийный альбом группы получил название Can’t Stop Won’t Stop. Он был спродюсирован Мэттом Сквайром и вышел 8 июля 2008 года, как раз перед совместным туром The Maine, Good Charlotte и Boys Like Girls. Осенью 2008 года The Maine и We the Kings отправились в тур по Великобритании вместе с The Academy Is….
Следующим релизом группы стал рождественский EP …And a Happy New Year, который вышел в декабре 2008 года. В него вошли три оригинальные песни, а также кавер песни «Last Christmas» поп-дуэта Wham!. В 2009 году группа подписала контракт с Warner Bros. Records. В феврале 2009 года The Maine и We the Kings стали хэдлайнерами тура «Secret Valentine». Более того, в июле группа выступала в рамках Vans Warped Tour.

### Black and White(2009—2010)
13 июля 2010 года The Maine выпустили их второй студийный альбом Black & White, спродюсированный Говардом Бенсоном. В ноябре 2010 года во время Harmony tour фанаты The Maine и Never Shout Never начали собирать консервы для помощи нуждающимся. В качестве благодарственного подарка обе группы выпустили сплит-EP под названием Split — EP.
В 2010 году группа отправилась в свой первый хэдлайнерский тур An Evening with The Maine.

### Pioneer(2011—2012)
В феврале 2011 группа отправилась в мировой тур, начавшийся на Филиппинах. Оттуда они отправились в Австралию и выступили на фестивале Soundwave. Они снова присоединились к Never Shout Never для европейского тура, который завершился в Великобритании. В апреле 2011 года группа стала сохэдлайнером тура по США с Augustana, который продлился с начала мая по 18 июня 2011 года. В октябре 2011 года группа гастролировала с Take Back Sunday и Bad Rabbits.
В середине 2011 года группа подтвердила, что работает над новым альбомом Pioneer. За это время The Maine отыграли в туре 3 новые ранее неизданные песни и отыграли один концерт исключительно для Fuel. TV, «Don’t Give Up on Us».
Группа объявила в Facebook, что осенью 2011 года они возглавят тур по продвижению своего третьего студийного альбома Pioneer. В альбом вошли популярные песни «Don’t Give Up On Us», «My Heroine» и «Some Days». Он был выпущен 6 декабря 2011 года на лейбле Action Theory Records. Альбом был официально доступен для предварительного заказа 1 ноября 2011 года. На странице группы в Facebook песня «Don’t Give Up On Us» была предложена для бесплатного скачивания. Кроме того, с 15 ноября 2011 года сингл «Some Days» был доступен для загрузки в iTunes.
16 февраля 2012 года группа выпустила видеоклип «Misery» со своего альбома Pioneer. Группа также выпустила кавер на хит The Beatles «With A Little Help From My Friends» на Spotify. Песня была записана вместе с американской альтернативной группой Lydia и канадской инди-рок-группой Arkells.
11 сентября 2012 года The Maine переиздали Pioneer как Pioneer and The Good Love. Альбом, выпущенный на Rude Records, содержит 6 ранее неизданных треков. Они также выпустили EP-версию неизданных треков под названием «Good Love».

### Forever HalloweenиImaginary Numbers(2013—2014)
12 апреля 2013 года группа объявила, что их четвертый студийный альбом Forever Halloween будет выпущен 4 июня 2013 года. Альбом был выпущен независимо в США в партнерстве с их управленческой командой 8123 через Universal Music в Канаде и Rude Records в Европе, Великобритании, Австралии и Японии. За первую неделю было продано более 10 000 копий, и он дебютировал под номером 39 в Billboard 200.
«Happy» был первым синглом с альбома, он вышел 15 апреля 2013 года, за ним последовал «Love and Drugs», который был выпущен с лирическим видео 6 мая 2013 года. Третий сингл «These Four Words» был выпущен в тот же день с официальным клипом, премьера которого состоялась на YouTube и Vevo. Режиссером сингла видео выступил Дэниел Гомес, и фронтмен Джон О’Каллаган назвал эту песню «самой откровенной песней, которую [он] когда-либо писал».
5 ноября 2013 года The Maine объявили, что 12 декабря 2013 года они выпустят акустический EP с пятью песнями под названием Imaginary Numbers. Первая песня с EP, «Raining in Paris», была выпущена 5 ноября на YouTube с лирическим видео. Imaginary Numbers был выпущен 10 декабря 2013 года.
Позже 17 июня 2014 года The Maine выпустили делюкс версию Forever Halloween, содержащую пять новых треков.

### American Candy(2015—2016)
Группа выпустила пятый студийный альбом American Candy 31 марта 2015 года.
Первый сингл с альбома, «English Girls», вышел 11 февраля 2015 года и дебютировал на 17 строчке в альтернативном чарте iTunes. Второй сингл с альбома «Miles Away» дебютировал на 16 строчке в альтернативном чарте iTunes 10 марта 2015 года. Журнал Verity считает, что «Miles Away» более расслабленный и непринужденный трек, но, тем не менее, вы все равно захотите встать и потанцевать. Последняя выпущенная ими песня «English Girls» была очень оптимистичной и просто излучала положительные эмоции, что резко контрастирует с их более медленным и мрачным предыдущим альбомом Forever Halloween. Из двух выпущенных треков этот альбом больше похож на более старые альбомы The Maine, такие как Pioneer и Black & White. «Same Suit, Different Tie» был выпущен через SoundCloud за день до того, как альбом был готов к выпуску. Чтобы отпраздновать релиз альбома, The Maine вышли в прямой эфир в день выпуска альбома.
Тур в поддержку альбома состоялся весной 2015 года с Real Friends, Knuckle Puck и The Technicolors.
Группа была на главной сцене на протяжении всего тура Vans Warped Tour 2016 года, объявляя, что это будет их последний тур, прежде чем они направятся в студию для записи своего шестого студийного альбома, релиз которого запланирован на 2017 год.
The Maine выпустили Covers (Side A) в декабре 2015 года, а затем Covers (Side B) в июне 2016 года, каждая из которых содержит по 3-4 кавера на популярные песни.

### Lovely Little Lonely(2017—2018)
Lovely Little Lonely был выпущен 7 апреля 2017 года. Первый сингл с альбома «Bad Behavior» был выпущен 19 января 2017 года. Второй сингл «Black Butterflies and Deja Vu» был выпущен 2 марта. 2017 года. The Maine возглавили первый фестиваль 8123 Fest в честь своего 10-летнего юбилея. 8123 Fest проходил в Финиксе, штат Аризона.
Перед выпуском альбома The Maine объявили о своем мировом турне Lovely Little Lonely World Tour, которое состоялось осенью 2017 года.

### You Are OK(2018—2021)
6 декабря 2018 года фронтмен Джон О’Каллаган написал в Твиттере, что запись их седьмого альбома завершена. Название альбома You Are OK было объявлено 16 января 2019 года вместе с выпуском сингла «Numb Without You». В честь 10-летия своего первого альбома Can’t Stop Won’t Stop 18 и 19 января 2019 года группа выступила с хэдлайнером на собственном музыкальном фестивале 8123 Fest. В том же году они создали новый фестиваль под названием Sad Summer Fest. Mayday Parade, We the Kings и Just Friends также выступили на фестивале. Летом во время Sad Summer Fest Патрик Кирч и его будущая жена объявили, что ждут своего первенца. После Sad Summer Fest, The Maine отправились в собственный тур под названием The Mirror.

### XOXO: From Love and Anxiety in Real Time(2021—настоящее время)
15 марта 2021 года группа анонсировала выход их восьмого студийного альбома, получившего название XOXO: From Love and Anxiety in Real Time, который должен выйти 9 июля. Первый сингл «Sticky» вышел в пятницу 19 марта 2021 года в сопровождении музыкального видео. 7 апреля вышел второй сингл «April 7th», 9 апреля вышло музыкальное видео.

## Участники

### Нынешние участники
- Джон О’Каллаган — вокал, фортепиано (2007 — настоящее время), ритм-гитара (2007—2009, 2014 — настоящее время)
- Джаред Монако — соло-гитара (2007 — настоящее время)
- Гаррет Никельсен — бас (2007 — настоящее время)
- Патрик Кирч — ударные, перкуссия (2007 — настоящее время)
- Кеннеди Брок — ритм-гитара, бэк-вокал (2007 — настоящее время), соло-гитара (2007—2009, 2014 — настоящее время)

### Нынешние гастролирующие участники
- Адам Саймонс — клавишные, ритм- и соло-гитара, перкуссия (2018 — настоящее время)

### Бывшие участники
- Райан Остерман — соло-гитара (2007)
- Алекс Росс — ритм-гитара (2007)